# تیلور دنت
 تیلور دنت (انگلیسی: Taylor Dent؛ زاده ۲۴ آوریل ۱۹۸۱) یک تنیس‌باز اهل ایالات متحده آمریکا است.